# Dunan Aula

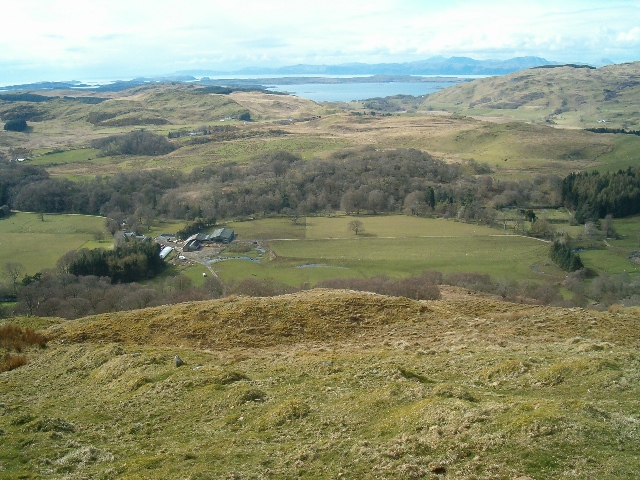
Der Hügel „Dunan Aula“

Die Steinkiste Dunan Aula (schottisch-gälisch Dùnan Amhlaidh; auch Barbreck genannt – deutsch „Olafs Burg“) liegt bei Craignish in Argyll and Bute in Schottland.
Die freiliegende Nordwest-Südost orientierte Steinkiste soll bis 1793 unter einem inzwischen völlig abgetragenen Rollsteinhügel auf einem Friedhof des 18. Jahrhunderts, der auf dem Gipfel des steilen Hügels „Dunan Aula“ liegt, gelegen haben. In der bei Arbeiten an einem Mausoleum der Familie Campbell entdeckten Kiste wurde eine „Urne mit Asche“ gefunden. 
Die Steinkiste misst 1,2 × 0,7 m und ist 0,8 m hoch. Der Deckstein misst etwa 1,6 × 1,4 m. Etwa  9,5 m entfernt, steht an der Seite des Hügels eine aufrechte Platte von 0,6 × 0,4 m an der Basis und 1 m Höhe mit einer flachen Oberseite, die nicht näher zuzuordnen ist.

## Funde
Eine Geschichte der Gemeinde Craignish im Statistical Account of Scotland von 1791–99, verfasst von Rev. Lachlan M'Lachlan vermerkt, dass Arbeiter vor nicht allzu vielen Jahren die Steinkiste freigelegt hatten, nachdem sie einige lose Steine vom Hügel entfernten. In der Kiste wurde eine Urne gefunden, die zerstört wurde, um an einen vermuteten Schatz zu gelangen, aber sie enthielt nur Asche.

## Legenden
Lachlan M'Lachlan erläuterte in seinem Bericht, dass sich Dunan Aula der Überlieferung zufolge in der Nähe des Schauplatzes einer großen Schlacht zwischen „Dänen“ und den Einwohnern der Gegend befindet. Der Überlieferung nach wurde Olaus, der Sohn des „Königs von Dänemark“, in der Schlacht getötet und der Grabhügel nach ihm benannt.
Rev. Archibald Francis Stewart verfasste den Gemeindebericht von 1834–45. Er schrieb eine erweiterte Form der von M'Lachlan verfassten Überlieferung. Stewart schrieb, dass in der Gemeinde eine große Schlacht stattgefunden habe; Kämpfe zwischen den „Dänen“ unter Olave oder Olaus, dem Sohn ihres Monarchen, und den Einwohnern unter ihrem König. Die Schlacht soll am Druim Righ (dt. Königsrücken) begonnen haben. Bei der ersten Begegnung zogen sich die Einwohner talaufwärts zurück. Nachdem sie Verstärkung erhalten hatten, versammelten sie sich an einem Ort namens Sluggan und schafften es, die Eindringlinge abzuwehren. Einer der „dänischen“ Anführer, Ulric, wurde getötet, und ein Stein soll noch immer die Stelle markieren, an der er fiel. Die „Dänen“ erholten sich und behaupteten sich dort, wo die Schlacht begonnen hatte. Olave und der schottische König sollen im Zweikampf gekämpft haben, bei dem Olave getötet wurde. Sein Körper wurde in dem Tumulus beigesetzt, der als Dunan Aula bekannt ist und etwa eine Viertelmeile von Druim Righ entfernt liegt, wo er fiel. Stewart gab an, dass es in der Gegend weitere Denkmäler gab, die der Überlieferung nach für die Gefallenen der Schlacht errichtet wurden. Er schrieb, dass einige davon noch zum Zeitpunkt seines Berichts bestanden, obwohl ein großer grauer Stein und ein Kreis kleinerer Steine beim Bau von Barbreck House entfernt wurden.
Eine kürzere, aber ähnliche Version wurde Ende des 19. Jahrhunderts in einer Sammlung von Argyllshire-Traditionen mit dem Titel „Waifs and Strays of Celtic Tradition“ (dt. heimatlose Kinder der kelitischen Tradition) veröffentlicht. Sie besagt, dass eine Truppe Norweger in der Gegend landete und die Einheimischen zur Slugan (Schlucht) von Glean Domhnuinn (dem tiefen Glen) flohen. Die Einheimischen wurden jedoch von einem jungen Mann unterstützt, der den norwegischen Anführer entweder mit einem Speer oder einem Pfeil tötete. Die Eindringlinge wurden daraufhin über den Fluss Barbeck zurückgedrängt. Anschließend begruben sie ihren Anführer auf der Barbreck-Farm, die den Namen Dùnan-Amhlaidh oder Olavs Hügel trägt. An der Stelle, an der Olav fiel, stellten die Einwohner einen Stein auf.
Zu Beginn des 20. Jahrhunderts schrieb Patrick H. Gillies über dieselbe Tradition. In seiner Version war Olaf ein König war, der im Kampf gegen den König von Schottland starb.
In der Nähe liegt der Fundplatz Kintraw.